# لارس الکساندرسون
لارس الکساندرسون (ژاپنی: ラース・アレクサンダーソン هپبورن: Rāsu Arekusandāson) یکی از شخصیت‌های ساختگی در مجموعه بازی‌های مبارزه‌ای تکن است که توسط شرکت باندای نامکو انترتینمنت ساخته شده‌است. او نخستین بار در سال ۲۰۰۸ و در بازی تکن ۶: شورش در مسیرخون (نسخهٔ ارتقاء داده شده تکن ۶ اصلی برای دستگاه آرکید) معرفی شد، و تبدیل به قهرمان اصلی نسخه‌های کنسولی تکن ۶ گردید. لارس پسر نامشروع هیهاچی میشیما و رهبر سابق تکن فورس بود.